# Synagoge Kleine Auguststraße
Die Synagoge in der Kleinen Auguststraße 10 in Berlin-Mitte wurde von den Vereinigten Synagogenvereinen Ahawas Scholaum und Mogen David als Gotteshaus gemeinsam genutzt. Im Novemberpogrom 1938 wurde sie zerstört. Seit 2006 erinnert ein Gedenkort auf dem Grundstück an die ehemalige Synagoge.

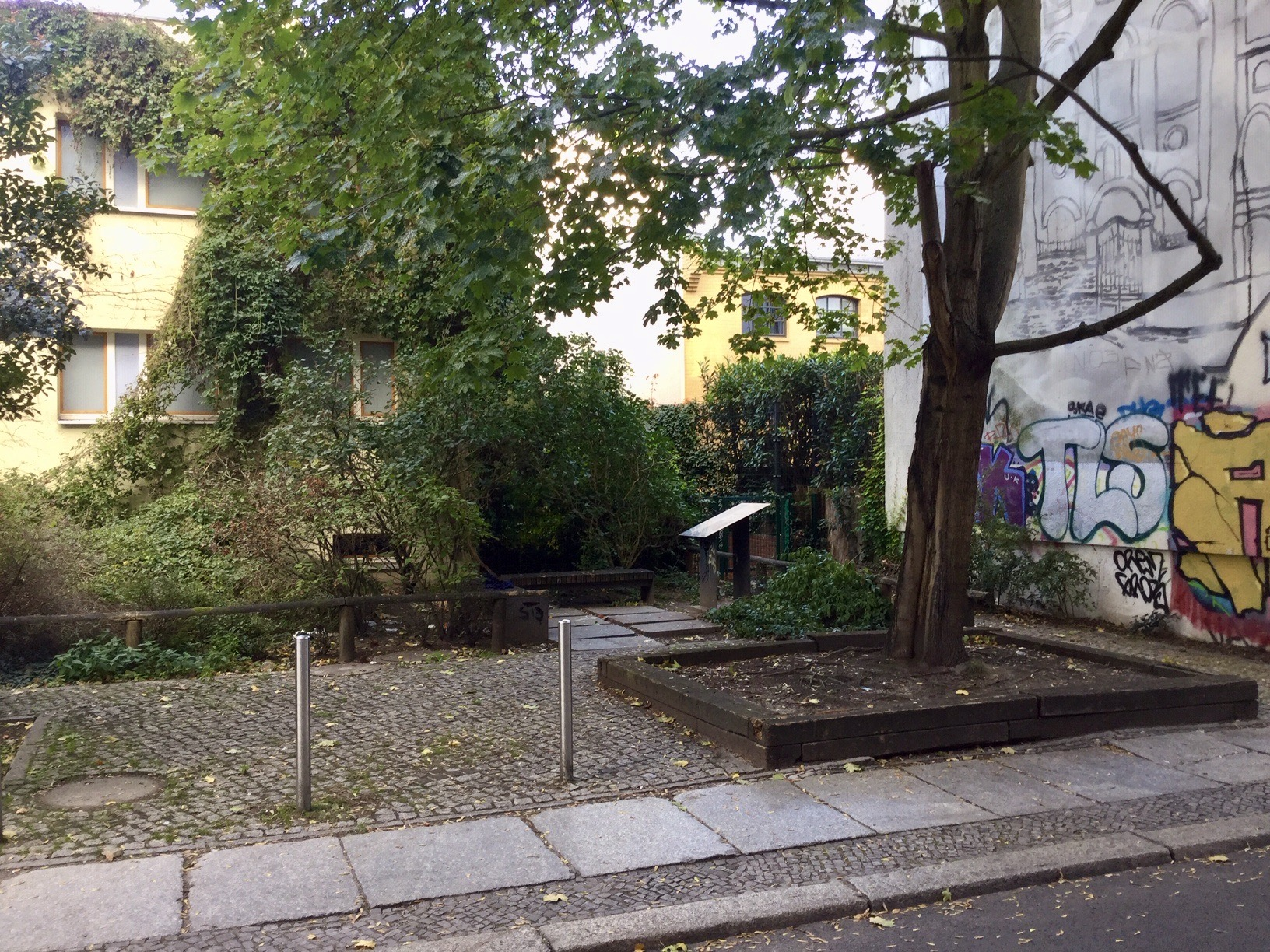
Gedenkort mit Tafel, Bank und Wandbild

## Geschichte
Die Spandauer Vorstadt, in der die Kleine Hamburger Straße die Auguststraße mit der Linienstraße verbindet, ist wie kein zweiter Ort in Berlin mit der Geschichte der Juden in Berlin verknüpft. Grund dafür war die Nähe zu Einrichtungen der jüdischen Gemeinde: der Synagoge Heidereutergasse, dem Begräbnisplatz in der Großen Hamburger Straße, Krankenhäusern und Schulen in der Oranienburger Straße und der Auguststraße.
In den Jahren 1905 bis 1906 baute hier der Synagogenverein Ahawas Scholaum ein Bethaus mit 550 Plätzen. Das Synagogengebäude in der Kleinen Auguststraße soll auf Grund einer Spende der Familie Borower errichtet worden sein. Die Synagoge war mit einer Religionsschule verbunden, die in der städtischen Gemeindeschule, Auguststraße 66–68, Unterrichtsräume gefunden hatte. In den Jahren 1912 bis 1927 war Dr. Bernhard Königsberger Gemeinderabbiner. Im Dezember 1931 wurde der Synagogenverein Mogen David in der Gipsstraße 11 mit Ahawas Scholaum zusammengelegt und das Bethaus wurde nun gemeinsam genutzt.
Während der Pogromnacht 1938 wurde das Gebäude zerstört. Nach dem Krieg wurden in den 1970er Jahren Reste der Ruine auf dem Grundstück im Rahmen eines VMI-Objekts abgetragen, und Mitte der 1980er Jahre entstand auf dem Grundstück eine Kindertagesstätte. Bis im Jahr 2006 ein Gedenkort gestaltet wurde, erinnerte nur noch ein Hausschatten an benachbarter Brandmauer an die Synagoge.

## Gedenkensemble

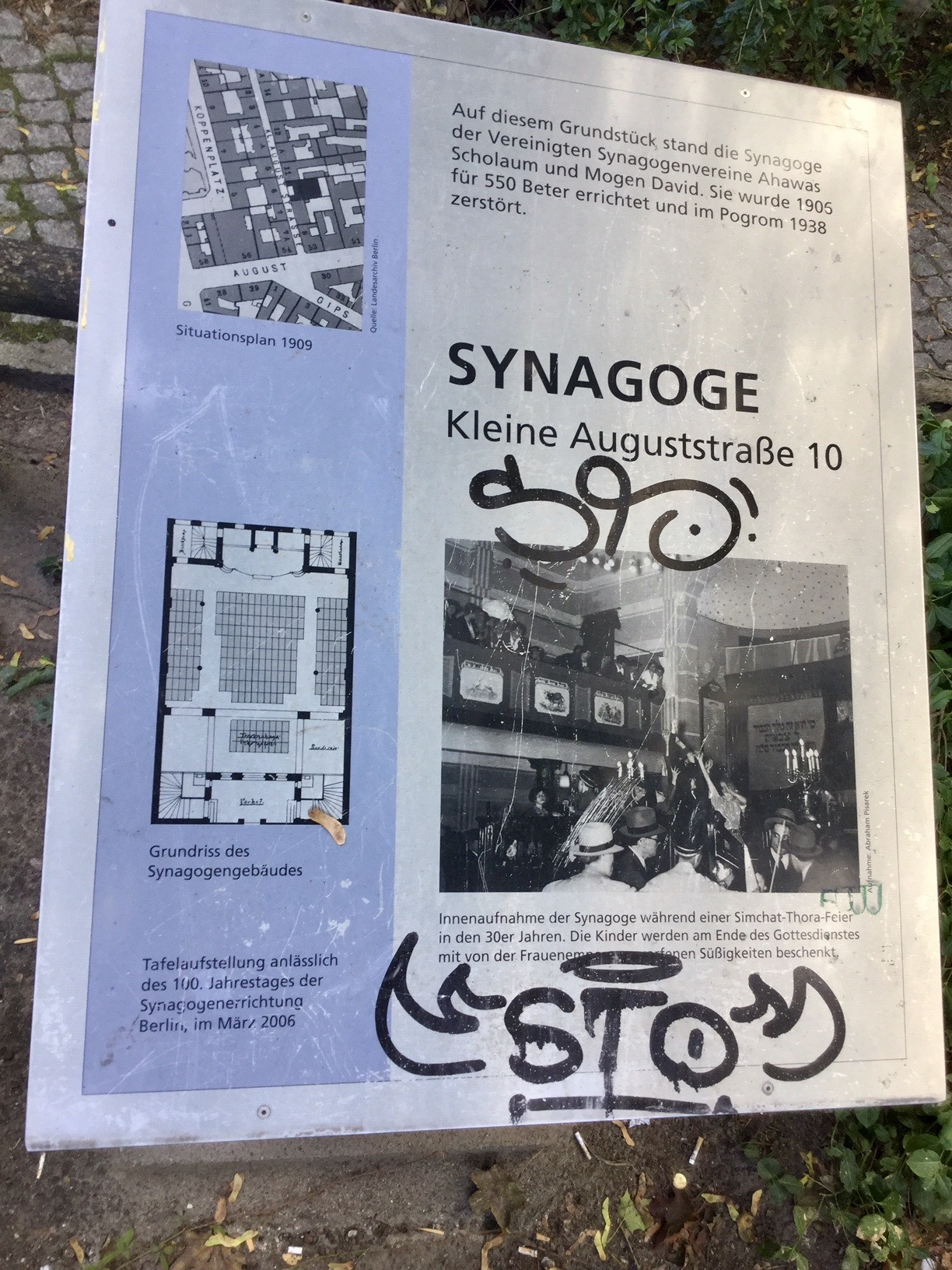
Pulttafel mit Inschrift und in Ätztechnik eingearbeiteten Abbildungen

Am 5. März 2006 wurde anlässlich des 100. Jahrestages der Synagogenweihung am 4. März 1906 vom Berliner Senat und dem Bezirksamt Mitte ein Gedenkort auf dem Grundstück präsentiert. Das Ensemble besteht aus Gedenktafel (Pulttafel mit Inschrift und in Ätztechnik eingearbeiteten Abbildungen), einer Sitzbank und einem 5 m hohen Wandbild an der Brandmauer des Nachbargrundstücks.
Stadtentwicklungssenatorin Ingeborg Junge-Reyer sagte bei der Eröffnung: „Es ist gut und richtig, dass auch an diesem Ort das Gedenken an die große Vielfalt, die hier einmal herrschte, und an deren grausame Zerstörung möglich wird. Die Gestaltung des Gedenkortes zeigt, dass die Projekte der Stadterneuerung über den bloßen Aspekt der Stadtreparatur hinaus auch dem Erhalt eines ungewöhnlich kulturell geprägten Teils des alten Berlin dienen. Die auf der Wand dargestellte Bauentwurfszeichnung als zusammengeknülltes und abgebranntes Papier thematisiert eindrucksvoll die Zerstörung des Gebäudes in der sogenannten Reichskristallnacht. Die anspruchsvolle Gestaltung wird sicher dazu beitragen, das Interesse des Betrachters zu wecken und damit zum Nachdenken anregen.“

## Stolpersteine

Stolpersteine für die Familie Wildstein

HIER WOHNTE... Jedes Mitglied der Familie Wildstein hat seinen Namen auf dem Bürgersteig vor der Kleine Auguststraße 10.
Am 8. September 2017 wurden die Stolpersteine verlegt.
Der Vater
David Wildstein, geboren 25. März 1895 in Jasło, Galizien, Kaufmann, war zeitweise Verwalter und Chasan (Kantor) in der Synagoge. Deportation am 13. September 1939 nach Sachsenhausen; 1940 nach Dachau; 1941 nach Buchenwald. Ermordet am 8. August 1941 in Buchenwald.
Die Mutter
Marja Miriam Wildstein geb. Gottlieb, Geburtsjahr 1893. Schicksal unbekannt.
Die Kinder
- Samuel Sami Wildstein, geboren 1921, emigriert nach Dänemark 1937
- Rosa Shoshana Wildstein, geboren 1922, Kindertransport Großbritannien 1938, gestorben 1939
- Sara Wildstein, geboren 1924, Kindertransport Großbritannien 1939
- Isi Itzchak Wildstein, geboren 1927, Flucht nach Palästina 1940